# Manoir de Sulgrave
Pour les articles homonymes, voir Manoir.
Le manoir de Sulgrave (Sulgrave Manor, en anglais) est un manoir-musée de style hall house Tudor du XVIe siècle, du village de Sulgrave dans le Northamptonshire, en Angleterre, au Royaume-Uni. Demeure ancestrale des origines anglaises de la famille Washington de George Washington (premier président des États-Unis) elle est transformée en musée depuis 1921 et classée Grade I du Royaume-Uni,.

## Historique
La famille Washington est originaire de la seigneurie féodale de Washington au XIIe siècle, du comté de Durham, où sir William de Washington II (v1180-v1239) fonde son premier manoir Washington Old Hall vers 1183. Ses descendants s’installent à Warton dans le Lancashire au XIVe siècle, puis à Sulgrave dans le Northamptonshire, où Lawrence Washington prospère dans le commerce de la laine, et fonde ce manoir en 1539,. 

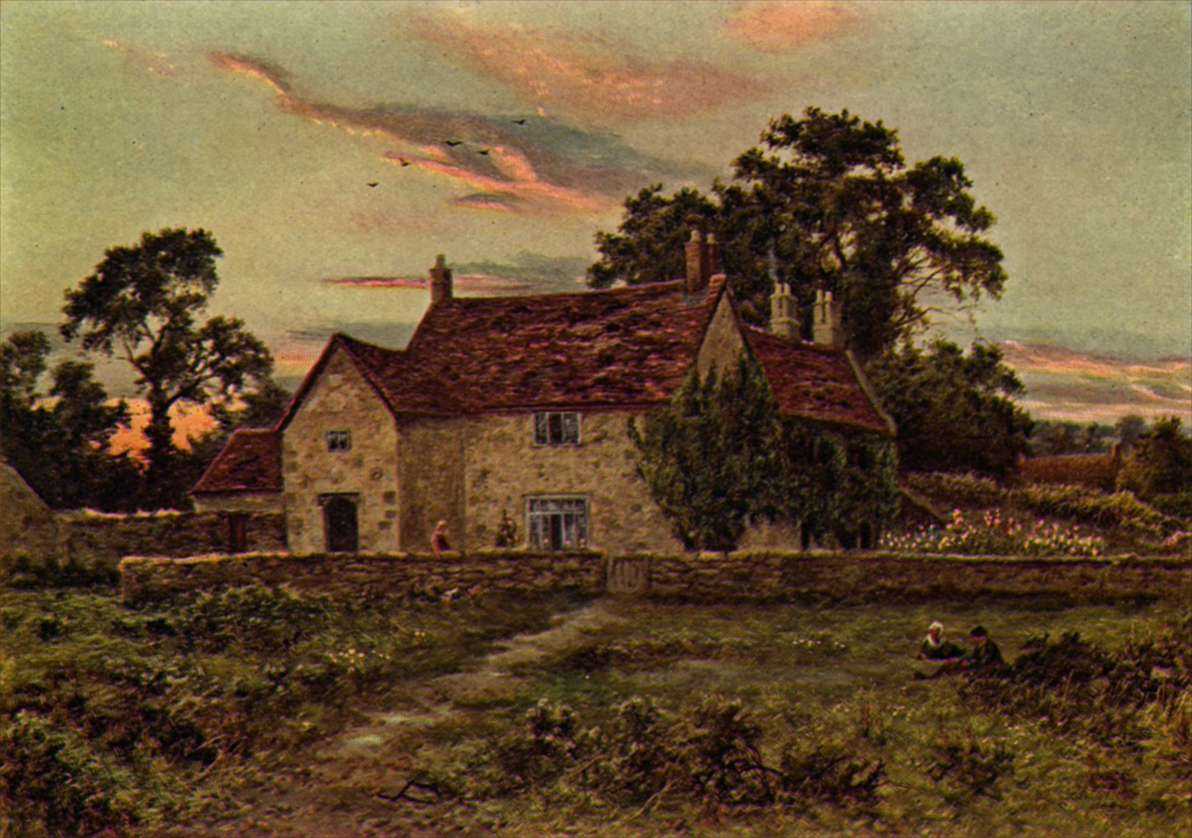
Vers 1910.
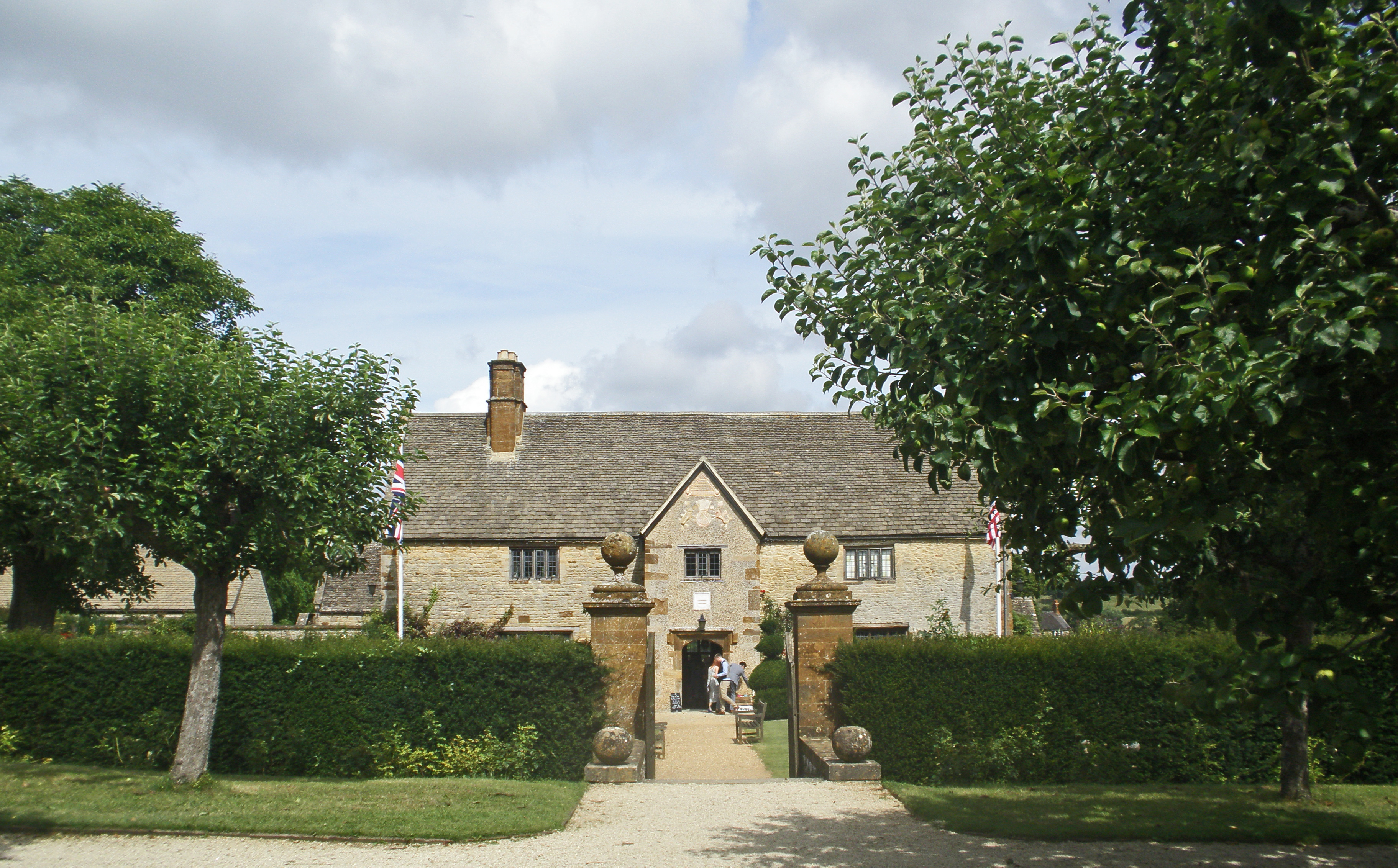

John Washington (1631-1677) vend ce manoir en 1659, avant d’immigrer dans le Nouveau Monde où il fonde à son tour un important domaine agricole-ranch-plantation (monument national du Lieu de Naissance de George Washington et Mount Vernon) de la colonie de Virginie de l'Empire britannique, en 1657 (actuel comté de Westmoreland) sur les rives du fleuve Potomac, à 80 km au sud de Washington D.C., pour y cultiver en particulier du tabac, du blé, et élever du bétail sur plus de 3000 hectares.

## Musée

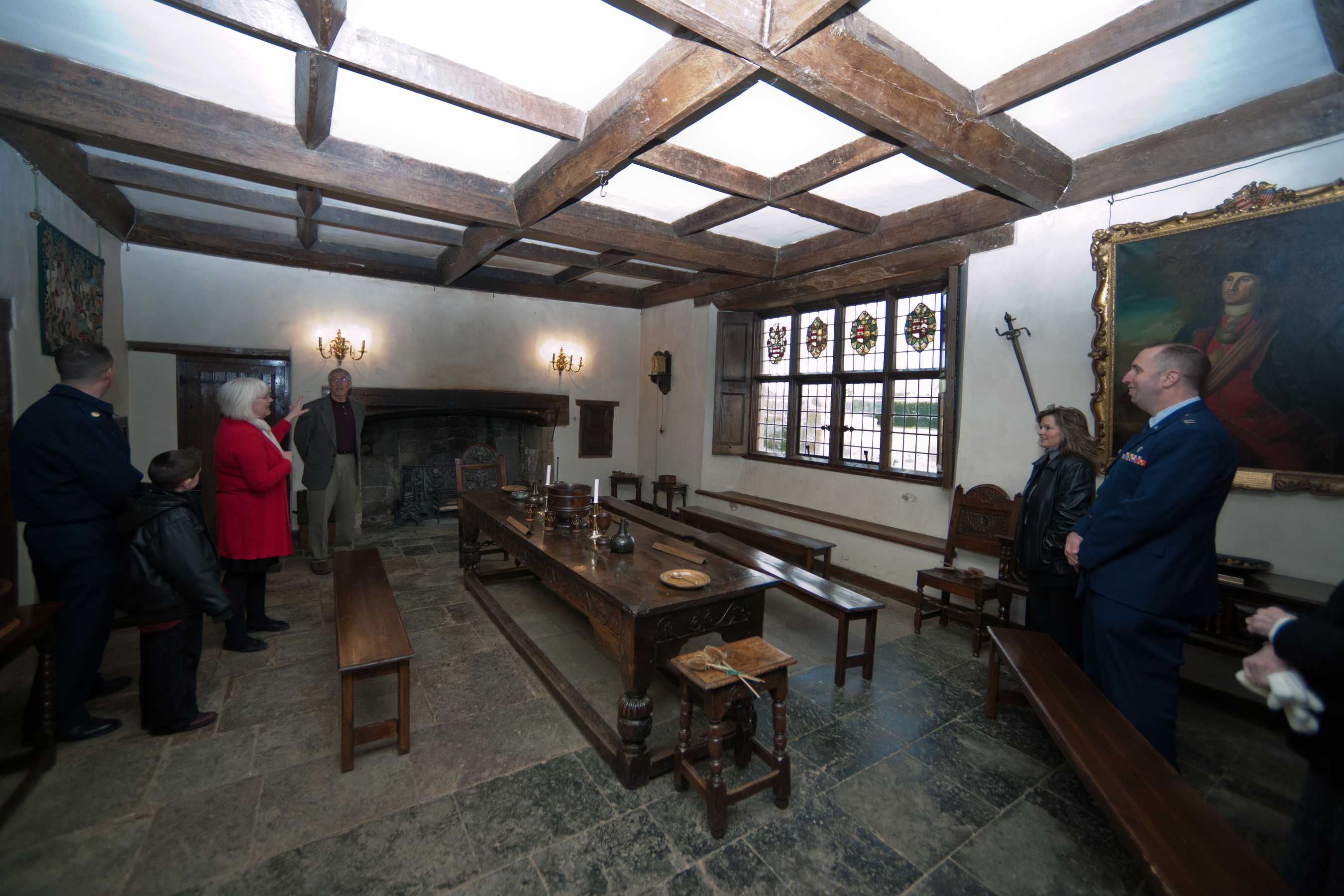
Grande salle du manoir.

L'ex-président des États-Unis Theodore Roosevelt propose en 1911 au roi George V du Royaume-Uni, de fonder un monument de commémoration anglo-américain du Traité de Gand, des 100 ans de paix entre leurs deux nations, après la fin de la Guerre anglo-américaine de 1812, signé la veille de Noël 1814. Ce manoir à l'abandon est alors acheté à cet effet en 1914, restauré avec meubles, décor et jardin à l'anglaise d'origine par l'architecte-paysagiste britannique sir Reginald Blomfield, pour être ouvert en musée en 1921.

## George Washington

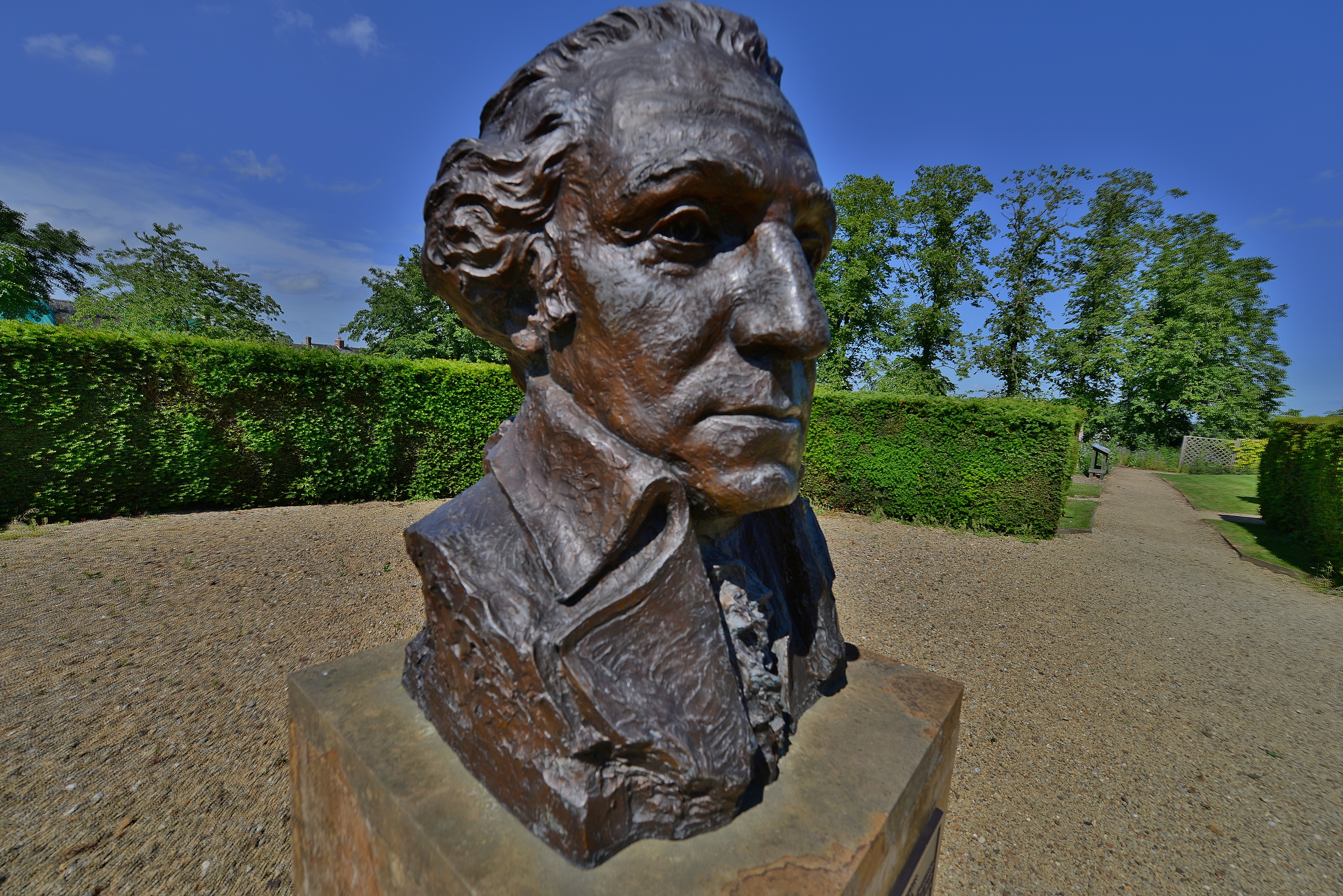
Buste de George Washington.

Ce manoir remonte (avec Washington Old Hall) aux origines anglaises historiques de la famille Washington de George Washington (des monument national du Lieu de Naissance de George Washington et Mount Vernon) père-fondateur et premier président des États-Unis en 1789, après avoir entre autres remporté la guerre d'indépendance des États-Unis en 1783, fondé Washington D.C. et la Constitution des États-Unis en 1787, et la Maison-Blanche en 1792.